# Ernst Fehr
Ernst Fehr (Hard, 21 de junho de 1956) é um Neurocientista. neuroeconomista Austríaco e professor de microeconomia  e também o vice-presidente do Departamento de Economia da Universidade de Zurique na Suíça. Sua pesquisa abrange as áreas da evolução do ser humano, a cooperação e sociabilidade, em particular a equidade, reciprocidade e a racionalidade limitada.
Ele também é conhecido por suas importantes contribuições para o novo campo da neuroeconomia, bem como das finanças comportamentais e economia experimental.De acordo com IDEAS/REPEC , ele é o segundo economista de língua alemã mais influente, e é classificado como 86º em todo o mundo.